# Delta Columbae
Delta Columbae este o stea binară spectroscopică gigantă galbenă din constelația Porumbelul. Uneori, tradițional, a fost denumită Ghusn Al Zaitun, din arabă الغصن الزيتون al-ghușn al-zaitūn, "ramură de măslin".
Aceasta stea, împreună cu ζ CMa, λ CMa, γ Col, θ Col, κ Col, λ Col, μ Col și ξ Col, au format Al Ḳurūd (ألقرد - al-qird), Maimuțele .
Delta Columbae era denumită anterior 3 Canis Majoris.
Are o magnitudine aparentă de 3,853. Se află la o distanță de aproximativ 237 ani-lumină (72,66 parseci) de Pământ.